# Glen Vella
Glen Vella (Bikarka, 14 mei 1983) is een Maltees zanger.

## Biografie
Vella maakte zijn debuut bij Malta Song For Europe 2005 met zijn liedje Appreciate. Hij werd daarmee uiteindelijk zesde. Vier jaar later nam hij voor de tweede keer deel. Dit keer met de popgroep Q. Samen met de groep had hij twee liedje ingestuurd: Life for today en Before you walk away. Life for today werd tijdens de tweede ronde uitgeschakeld, maar Before you walk away werd doorgelaten naar de finale. Tijdens de finale wist de groep het te schoppen tot de Superfinale waar het liedje uiteindelijk derde werd. Een jaar later, tijdens The GO Malta Eurosong 2010, nam hij weer solo mee. Hij haalde zijn beste klassering tot toen toe: een tweede plaats. 
In 2011 deed Glen Vella een succesvolle gooi naar het Eurovisiesongfestival 2011 in Düsseldorf, Duitsland. Na de halve finale te hebben overleefd op vrijdag 11 februari 2011, won hij een dag later de finale, zij het zeer nipt. Met 90 punten achter zijn naam hield hij Richard Edwards slechts twee punten achter zich. Door zijn overwinning mocht hij met zijn nummer One life Malta vertegenwoordigen op het zesenvijftigste Eurovisiesongfestival. In de eerste halve finale eindigde hij echter op de onfortuinlijke elfde plaats, waardoor hij nipt de finale miste.
In 2015 nam Vella weer deel aan het Maltese voorselectie. Hij haalde de finale en eindigde daar met zijn liedje Breakaway op een derde plaats. 